# Distrito de Acobambilla
El Distrito peruano de Acobambilla es uno de los diecinueve distritos de la Provincia de Huancavelica, ubicada en el Departamento de Huancavelica, bajo la administración del Gobierno Regional de Huancavelica, en la zona de los andes centrales del Perú.  Limita por el norte con el Distrito de Vilca y con la Provincia de Huancayo; por el este con los distritros de Manta y Nuevo Occoro; por el sur con el Distrito de Ascensión y con la Provincia de Castrovirreyna; y, por el oeste con la Provincia de Yauyos.
Desde el punto de vista jerárquico de la Iglesia católica, forma parte de la Diócesis de Huancavelica.

## Historia
Acobambilla es un distrito cuyo pasado se remonta a 7 000 años A.C. Durante el virreinato es parte de la ciudad de Huancavelica que fue fundada el 4 de agosto de 1570 por el virrey Francisco Álvarez de Toledo, que recibió el nombre de Villarrica de Oropesa.
En la época Republicana (siglo XIX), se encuentran 2 hechos importantes:
1. Luchas por la independencia, donde los comuneros de Acobambilla participaron en una serie de acciones militares a lo largo de la cuenca de los ríos Vilca- Moya al mando del legendario montonero (guerrillero) “Cholo Fuerte” Santiago Castro.
2. Guerra con Chile en la Campaña de la Breña dirigido por el General Andrés Avelino Cáceres.

La dirección de Asuntos indígenas del Ministerio de Trabajo y Justicia, mediante Resolución Suprema N.º 043 de fecha 22 de marzo de 1936 reconoce como comunidad indígena a San José de Acobambilla, el cual es ratificado mediante el plano de restitución aerofotogrametrica en mayo de 1996. En la década de los años 1980, San José de Acobambilla sufre consecuencias trágicas, a raíz del fenómeno sociopolítico que le tocó vivir al país. Los sucesos más graves que aún se recuerdan son: las incursiones del 3 de diciembre de 1989, en el cual asesina a 22 autoridades del distrito.
El distrito fue creado mediante Ley N° 8254 del 30 de abril de 1936, promulgada por el presidente Óscar R. Benavides; con los anexos de Viñas, Anccapa y los caseríos Tilapaccha (actual C.P. de Telapaccha), Humansacma(actual anexo San Martín), Huecracho(actual C.P. de Vista Alegre) y Putacca(actual C.P. de Anccapa).

## Capital
San José de Acobambilla es una localidad del Perú, en la Provincia de Huancavelica, situada a 3 795 m de altitud, a 154,7 km de la capital provincial, en la falda norte del cerro Huamanrazo (5.278 m). El río Acobambilla recorre el término municipal antes de unirse al río Mantaro. Coordenadas Latitud: 12° 39’ 52” S Longitud: 75° 19’ 21” O
Posee 12 escuelas primarias y tres centro de educación secundaria, además de 6 puestos de salud.

### Anexos
Anccapa, San Antonio, San José de Acobambilla, San José de Puituco, San Martín, San Miguel,
Telapaccha, Viñas, Pallpapampa, Pampahuasi, SAN JUAN DE JERUSALEN y Vista Alegre.

## Geografía
Cuenta con una gran cantidad de lagunas: 
Astococha,
Chuncho,
Tapacocha,
Ocrococha,
Pishgococha,
Angascocha,
Chilicocha,
Quinina y Yanacocha.

## Economía
La ganadería es una actividad importante, con la crianza de ovinos y camélidos: llamas, alpacas, con una buena producción de fibra, lácteas, de cueros y pieles.
Posee agricultura fría con cereales y papas (patatas), tiene industrias de harinas y aguardientes.

## Autoridades

### Municipales
- 2019 - 2022[3]
  - Alcalde: Guillermo Nolberto Pérez Sapallanay, del Movimiento Independiente Trabajando para Todos.
  - Regidores:

  1. Alfredo Yallico Contreras (Movimiento Independiente Trabajando para Todos)
  2. José Acosta Gonzales (Movimiento Independiente Trabajando para Todos)
  3. Jacinto Renojo Amancay (Movimiento Independiente Trabajando para Todos)
  4. Sara Soto Lázaro (Movimiento Independiente Trabajando para Todos)
  5. Edwin Diego Paucar (Movimiento Independiente de Campesinos y Profesionales)

Alcaldes anteriores
- 2015-2018:[4] FERNANDO VILLAZANA IGNACIO
- 2011-2014:[5] Abner Vilca Renojo, Movimiento Regional Ayni (Ayni).
- 2007-2010: Samuel Toralva Lazaro,[6] Movimiento independiente Trabajando para Todos.

### Policiales
- Comisario:  PNP.

## Festividades
- 14 de enero: Fiesta del Niño Perdido. Recuerda la búsqueda del Niño Jesús quien fue hallado por sus padres en el templo con los Doctores de la Ley. La celebración incluye cantos y bailes diversos y se extiende por cuatro días. Destaca la competencia de danzantes de Negritos que se desarrolla por las principales calles de la ciudad.
- Marzo / abril: Semana Santa que se inicia el Domingo de Ramos con un acto litúrgico y continúan con procesiones nocturnas.
- Mayo: Fiesta de las Cruces. Se originó en la Pascua de Pentecostés, celebrada en cada barrio de la ciudad bajo el símbolo de la cruz. Con la llamada Bajada de las Cruces se inician las ceremonias que incluyen corridas de toros en cada barrio, Wagrapucos, Jarawis y el canto de los Pututus y dura una semana.
- Julio: Santiago Apóstol
- 29 de septiembre: Semana Turística de Huancavelica. Actividades recreativas,

## Acobambina destacada

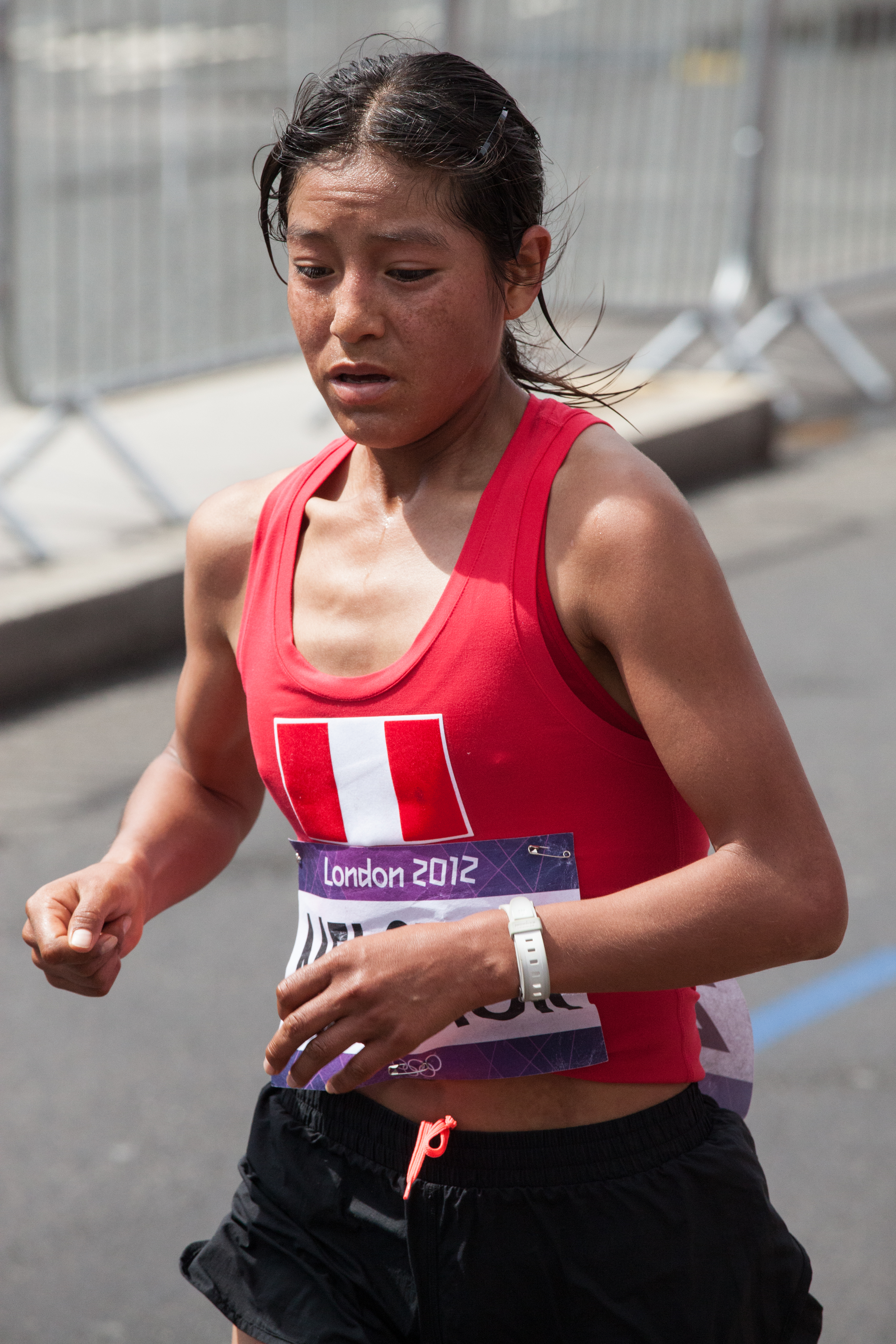
Inés Melchor.

- Inés Melchor.  Fondista peruana. Posee el récord sudamericano en la maratón con un tiempo de 2:26:48. Además es multicampeona sudamericana y panamericana de atletismo. Fue elegida como la mejor atleta peruana el año 2003. Fue reclutada para los Juegos Panamericanos Lima 2019, pero debido a una lesión, Gladys Tejeda la sustituyó.